# Grib Skov
Grib Skov of Gribskov is een bosgebied in het Nationaal park Kongernes Nordsjælland met een oppervlakte van ca. 56 km² in het noorden van het Deense eiland Seeland. Het gebied ligt tussen de plaatsen Nødebo in het zuiden en Esbønderup en Esrum in het noorden. Ten oosten ligt de Esrum Sø. Grib Skov maakt sinds 2015 deel uit van Unesco-werelderfgoed 'Par force-jachtlandschap in Noord-Seeland'.
De in 2007 opgerichte gemeente Gribskov is naar het gebied genoemd.